# جاي هارينجتون
جاي هارينجتون (بالإنجليزية: Jay Harrington)‏ هو ممثل أمريكي، ولد في 15 نوفمبر 1971 في الولايات المتحدة.

## أعمال

### أفلام
- (2012) لم الشمل الأمريكي[3][4][5]

### مسلسلات
- ربات بيوت يائسات
- شبح هامس

## وصلات خارجية
- جاي هارينجتون على موقع IMDb (الإنجليزية)
- جاي هارينجتون على موقع ألو سيني (الفرنسية)
- جاي هارينجتون على موقع أول موفي (الإنجليزية)
- جاي هارينجتون على موقع قاعدة بيانات الفيلم (الإنجليزية)
- جاي هارينجتون على موقع كينوبويسك (الروسية)